# 匯款通知書
匯款通知書（英語：Remittance advice）是客户发给供应商的一封信，通知供应商他们的发票已被支付。如果客户用支票付款，汇款通知书往往會附上支票副本。
客戶發給供應商汇款通知书並非强制性的，但是這被视为一种礼节，因为匯款通知書有助于应收账款部门将发票与付款相匹配。因此，該文件应載明付款的发票号码。